# Deuterocohnia brevispicata
Deuterocohnia brevispicata là một loài thực vật có hoa trong họ Bromeliaceae. Loài này được Rauh & L.Hrom. mô tả khoa học đầu tiên năm 1988.

## Hình ảnh

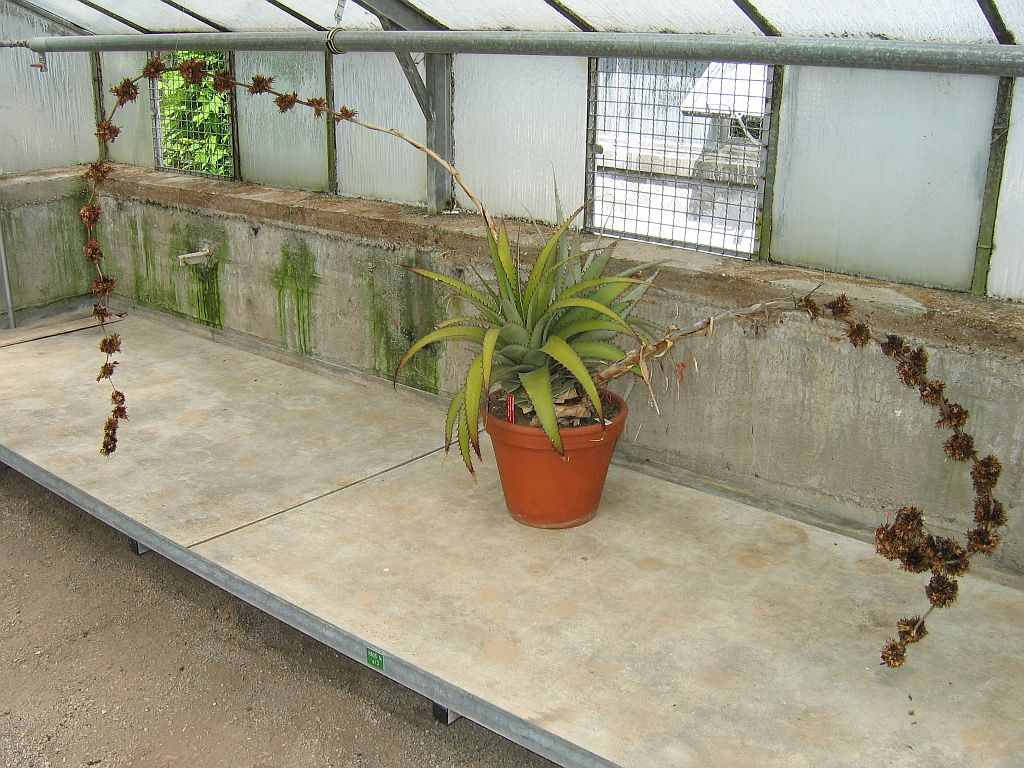
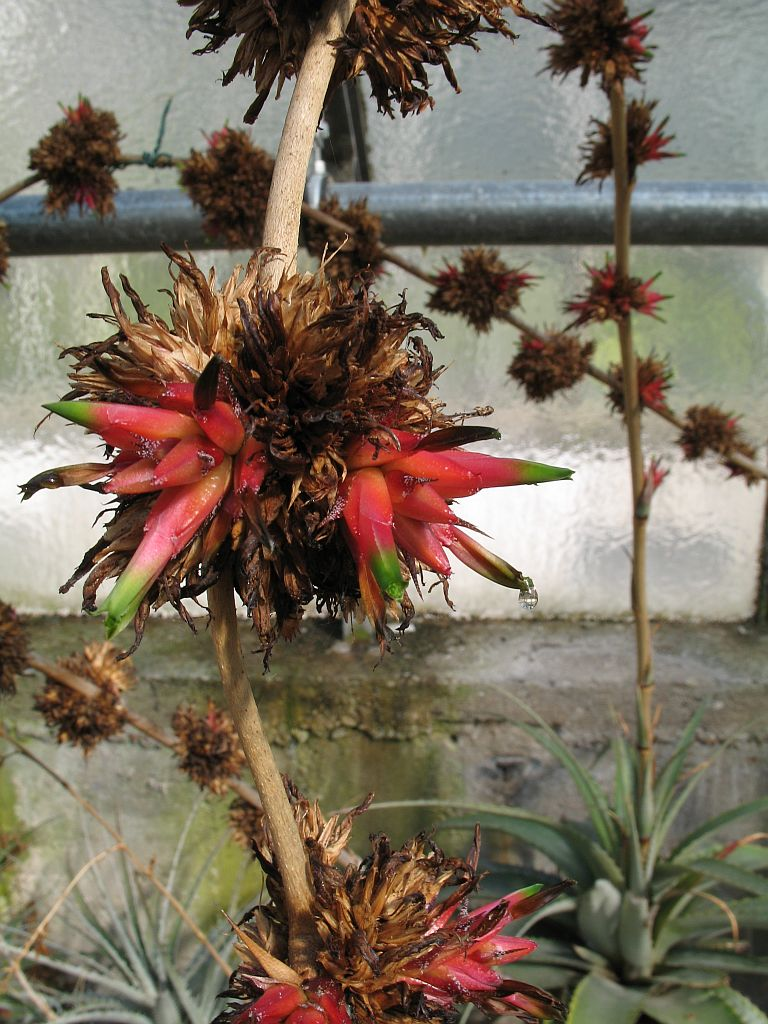
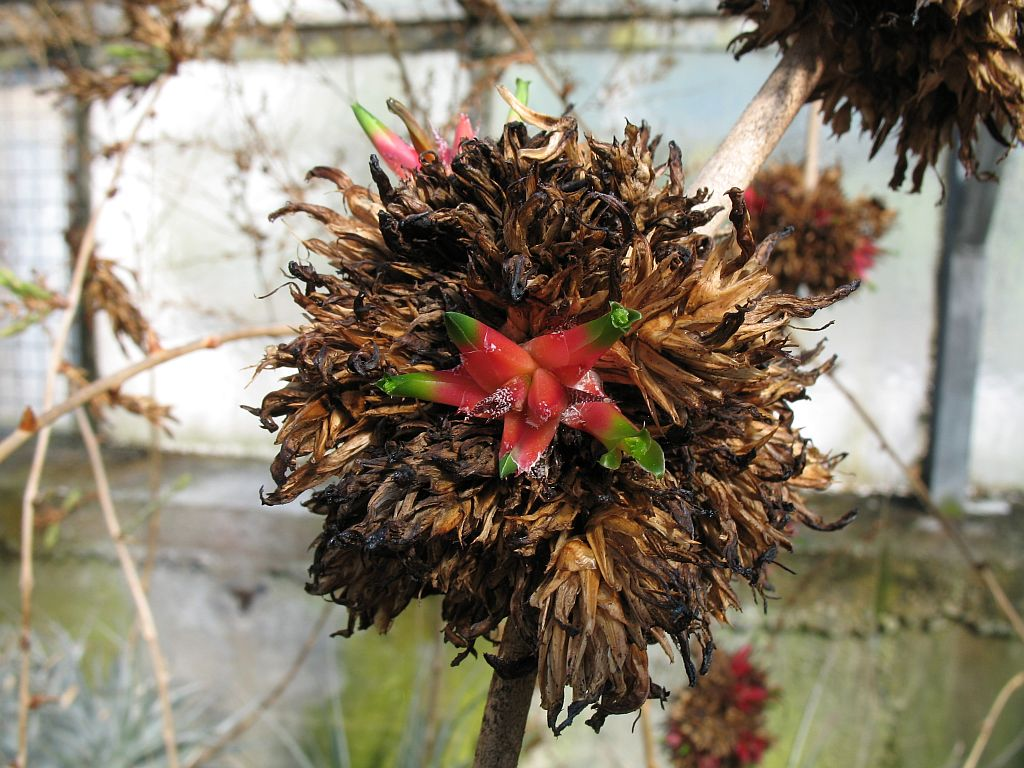
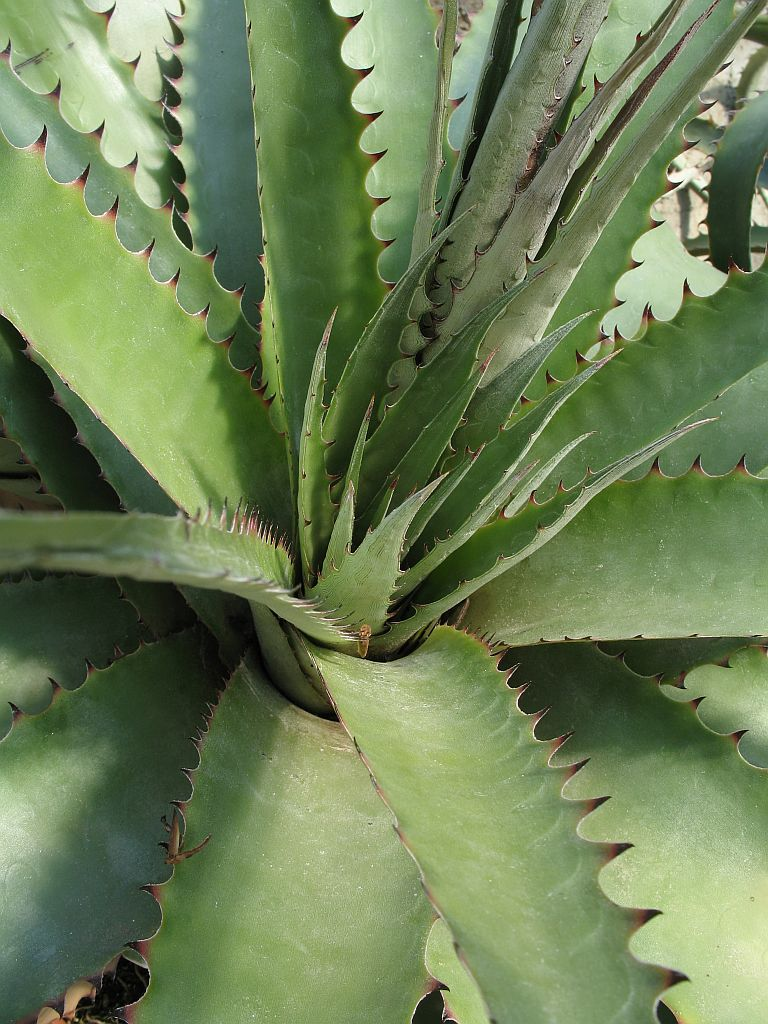